# Giấc mơ Chapi
Giấc mơ Chapi là một trong những sáng tác nổi tiếng của nhạc sĩ Trần Tiến và gắn liền với giọng hát của Nghệ sĩ nhân dân Y Moan. Ca khúc mang giai điệu đặc trưng âm nhạc của đồng bào người Ra Glai, đề cập đến cuộc sống giản dị của một buôn làng tại Ninh Thuận.

## Xuất xứ
Năm 1993, nhạc sĩ Trần Tiến được nhạc sĩ Hồ Công Hoài Sơn, lúc này là trưởng Đoàn ca múa nhạc tỉnh Ninh Thuận nhờ "viết giúp cho Ninh Thuận một bài hát, vì tỉnh vừa chia tách, chưa có bài hát nào cho riêng mình”. Trong năm này, Trần Tiến có chuyến đi thực tế tại miền núi ở Ninh Thuận, cùng với các nhạc sĩ Phan Huỳnh Điểu, Lư Nhất Vũ, Lê Giang... để tìm một nhạc cụ dân tộc độc đáo đưa sang Pháp biểu diễn và giới thiệu với bạn bè quốc tế.

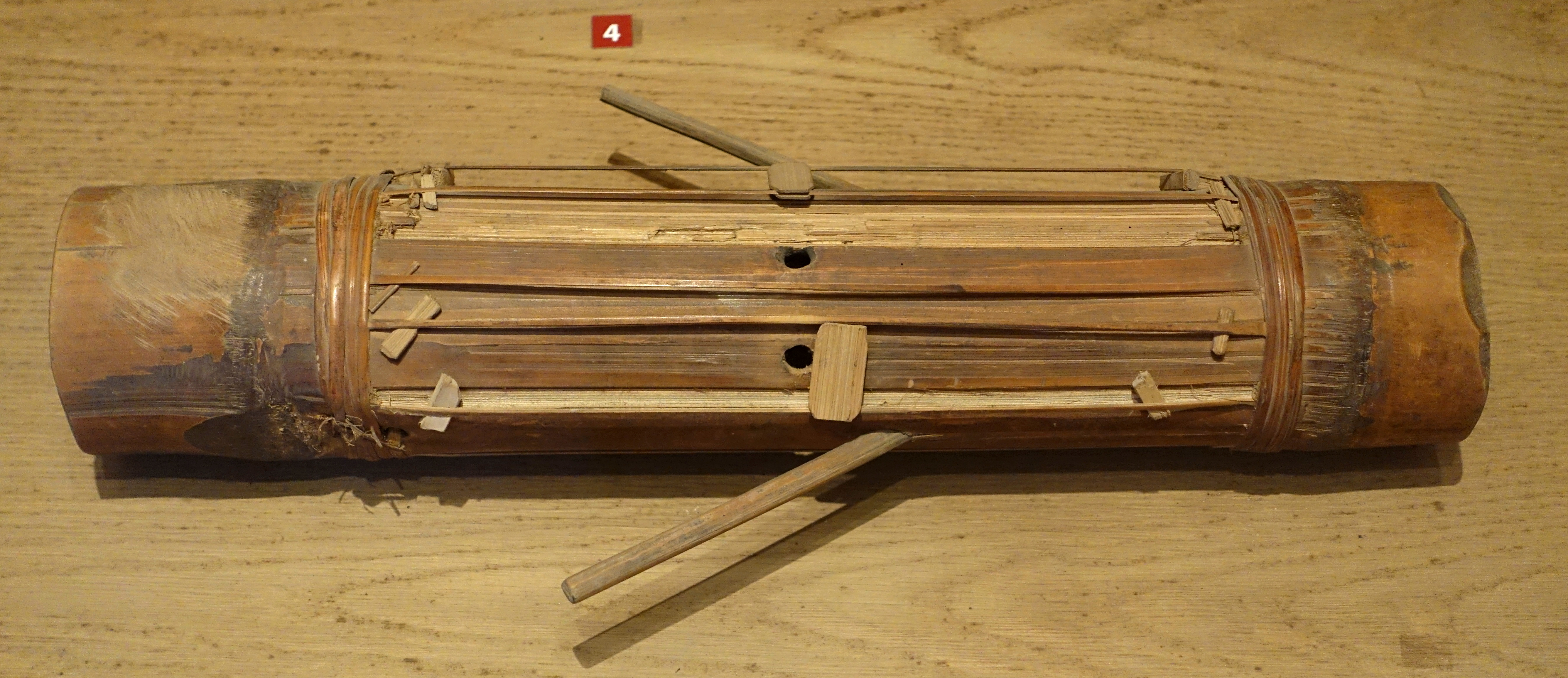
Cây đàn Chapi

Nhạc sĩ Trần Tiến được đến một buôn làng người Rag Glai ở Ninh Sơn, tại đây ông lần đầu được biết đến cây đàn Chapi. Cảm động vì lối sống giản dị của người dân địa phương, Trần Tiến đã sáng tác ca khúc Giấc mơ Chapi.

## Phát hành
Giấc mơ Chapi được Trần Tiến biểu diễn lần đầu trong chuyến lưu diễn của nhóm du ca Đồng Nội tại Hà Lan và Pháp. Ngay sau đó Y'Moan trở thành ca sĩ đầu tiên hát ca khúc này và cũng là người biểu diễn thành công nhất.
Năm 2001, Giấc mơ Chapi được hãng đĩa hải ngoại Mimosa đưa vào album "Tiếng hát Y Moan - Rock Ê-đê", do trung tâm Làng Văn phát hành.
Năm 2010, nhạc sĩ Hoàng Dung đã sưu tập các ca khúc mà NSND Y Moan từng biểu diễn để hoàn thành album "Giấc mơ Chapi - Câu chuyện của Y Moan”. Album do công ty Cổ phần nghe nhìn Thăng Long sản xuất và phát hành.
Ngoài Trần Tiến và Y Moan, một số ca sĩ khác cũng từng thể hiện khá thành công ca khúc này như: Kasim Hoàng Vũ tại sự kiện Khát vọng đại ngàn 2015 và Duyên dáng Việt Nam 24; Y Zak tại liveshow Ngẫu hứng của nhạc sĩ Trần Tiến, NSƯT Quang Lý trong album Mùa Thu và mỗi nhớ (phát hành 2009)

## Thông tin khác
Điều nhạc sĩ Trần Tiến cảm thấy tiếc là trong thời gian dài nhiều khán giả, thính giả vẫn nghĩ ca khúc viết về một địa phương nào đó ở Tây Nguyên.
Tháng 1 năm 2015, Giấc mơ Chapi được hòa âm theo phong cách mới và biểu diễn tri ân bởi ban nhạc Ngũ Cung, trong chương trình Giai điệu tự hào của VTV3.
Tựa đề Giấc mơ Chapi được sử dụng như tên gọi cho một số hoạt động nghệ thuật và văn hóa liên quan đến người Ra Glai.